# Такетоми (посёлок)
Такетоми (яп. 竹富町 Такэтоми-тё:) — посёлок в Японии, находящийся в уезде Яэяма округа Яэяма префектуры Окинава. Площадь посёлка составляет 334,03 км², население — 3999 человек (1 августа 2014), плотность населения — 11,97 чел./км².

## Географическое положение
Посёлок под одним названием объединяет все поселения, находящиеся на близко расположенных островах Такетоми, Ириомоте, Кохама, Куросима, Хатерума, Хатома, входящих в префектуру Окинава региона Кюсю.

## Население
Население посёлка составляет 3999 человек (1 августа 2014), а плотность — 11,97 чел./км². Изменение численности населения с 1980 по 2005 годы:
| 1980 | 3376 чел. |  |
| 1985 | 3467 чел. |  |
| 1990 | 3468 чел. |  |
| 1995 | 3508 чел. |  |
| 2000 | 3551 чел. |  |
| 2005 | 4192 чел. |  |